# Ханија (округ)
Префектура Xанија је округ у периферији Крит и на истоименом острву Крит, у јужној Грчкој. Ову област често у свакодневном говору зазивају и „Западним Критом“. Управно средиште округа је истоимени град Ханија.
Округ Xанија је успостављен 2011. године на месту некадашње префектуре, која је имала исти назив, обухват и границе.

## Природне одлике
Округ Ханија је са запада, југа и севера окружена морем, док се са истока граничи се са округом Ретимно.
Најсевернији део округа је полуострвски, где постоје три полуострва: Акротири, Родопос и Корикос. Између њих се налазе два залива, Ханијски и Кисамоски залив. Средишњи део округа је питомији и погоднији за пољопривреду, док су средишњи и јужни део изразито планински (планина Лефка) и неповољнији за живот. Округу припада и мало острво Гавдос, које је најјужнија тачка Европе.
У подручју округа Ханија преовлађује изразита средоземна клима, која једино на вишим подручјима добија оштрије, планинске црте.

## Историја
У оквиру подручја округа Ханија налази се низ праисторијских и античких археолошких локалитета, од којих су најзначајнији они из времена Минојске цивилизације. У 1. веку п. н. е. острво покоравају Римљани, које у 4. веку наслеђују Византијци. Византијска владавина острвом и подручјем данашњег округа обележена је честим нападима са мора: прво Вандала, затим Словена и на крају Сарацена. 1212. године острво осваја Млетачка република, која ће њиме владати до 1669. године. Ханија постаје једно од упоришта Млетака на острву, па се ту развија ренесансна култура. У османским рукама цело острво остаје до 1898. године, при чему је утицај турске власти био веома велики на живот становништва. 1898. године Крит добија широку аутономију под посредством Грчке, да јој се коначно присајединио 1913. године. 1898. године острво је подељено на четири целине, што зачетак данашњих округа.

## Становништво
По последњим проценама из 2005. године округ Ханија је имао преко 150.000 становника, од чега око 40% живи у седишту округа, граду Ханији.
Етнички састав: Главно становништво округа су Грци, од којих многи воде порекло од избеглица из Мале Азије. Последњих деценија јављају се и некадашњи туристи као нови становници.
Густина насељености је око 65 ст./км², што је нешто мање од просека Грчке (око 80 ст./км²). Равничарски део око града Ханије је много боље насељен него планинска област на југу.

## Управна подела и насеља
Округ Ханија се дели на 7 општина:
1. Апокоронас
2. Гавдос
3. Кантанос–Селино
4. Кисамос
5. Платанијас
6. Сфакија
7. Ханија

Ханија је седиште округа и једино веће насеље (> 10.000 ст.) у округу.

## Привреда
Традиционалне привредне делатности у датом подручју Крита су поморство и рибарство у приобаљу и пољопривреда у залеђу (посебно гајење маслина). Последњих деценија туризам је главна привредна грана, а захваљујући њему важне су и трговина и услуге.